# S 50 (Schiff)
S 50 war ein Großes Torpedoboot des Amtsentwurfs 1913 für die deutsche Kaiserliche Marine. Auf der Schichauwerft in Elbing gebaut, gehörte es zur zweiten dort gefertigten Serie S 49 bis S 66 und innerhalb dieser Serie zu den noch nicht verlängerten Booten bis S 52.
S 50 nahm 1916 an der Skagerrakschlacht teil. Im Januar 1917 sollte es mit den anderen Booten der VI. Torpedoboots-Flottille nach Flandern verlegt werden. Bei schwerem Wetter stellte die britische Harwich Force die Boote. S 50 gelang es, den britischen Zerstörer Simoom zu torpedieren.
Das Boot wurde 1918 mit der VI. T-Flottille in Scapa Flow interniert und versenkte sich dort am 21. Juni 1919 im Rahmen der Selbstversenkung der Flotte.

## Geschichte
Die Großen Torpedoboote des Amtsentwurfs 1913 waren die Abkehr vom Vorentwurf 1911 und dem Versuch, kleinere und preisgünstige Boote zu beschaffen. Der neue Entwurf erreichte die Baugröße der britischen Zerstörer, hatte allerdings mit 8,8-cm-Geschützen eine leichtere Bewaffnung. Sie waren die ersten Torpedoboote der Kaiserlichen Marine, die ausschließlich mit Öl angetrieben wurden. Wie bei der Beschaffung von Torpedobooten für die Kaiserliche Marine seit dem Jahrhundertbeginn, gingen die Bauaufträge an die Werft von Ferdinand Schichau in Elbing, die Kruppsche Germaniawerft in Kiel und an die AG Vulcan in Stettin, nach denen die Boote mit den Anfangsbuchstaben der Werften („S“, „G“, „V“) und fortlaufenden Nummern bezeichnet wurden.
Die Schichauwerft wurde im Etatjahr 1913 mit dem Bau der Boote S 31 bis S 36 beauftragt, während die anderen sechs Boote beim Stettiner Vulcan in Auftrag gegeben wurden. Kurz nach  Ausbruch des Ersten Weltkrieges wurde der Auftrag als Mobilisierungsauftrag um die Boote S 49 bis S 66 erweitert. Diese Boote wurden von Juli 1915 bis Mai 1917 fertiggestellt.
Die ersten sechs Boote aus Elbing verdrängten 802/971 t und waren 79,6 m lang. Sehr ähnlich waren die vier folgenden Boote S 49 bis S 52, die bei gleicher Rumpfgröße 802/1074 t verdrängten. Ab S 53 waren die folgenden Bote um 3,5 m verlängert und verdrängten 919/1170 t. Der Ölvorrat steigerte sich von 252 t auf 305 t und gab diesen letzten Booten auch Dank einer von nun eingebauten Marschturbine auf der Steuerbordwelle eine vergrößerte Reichweite.
Bewaffnet waren die Boote ursprünglich mit drei 8,8-cm-L/45-C/14-Geschützen und sechs Torpedorohren in zwei Zwillingsrohrsätzen auf der Mittellinie der Boote und zwei einzelnen Rohren an den Seiten des vorderen Schiffbereichs. Ab S 60 wurden dann drei wesentlich effektivere 10,5-cm-Geschütze vom Typ L/45-C/16-Tk eingebaut. Auf den anfangs mit den 8,8-cm-Kanonen bewaffneten und noch überlebenden Booten wurden die größeren Geschütze bis 1917 sukzessive nachgerüstet.
Das am 24. April 1915 vom Stapel gelaufene S 50 wurde als achtes Schichau-Boot des Typs 1913 im August 1915 von der Marine übernommen und kam zur VI. Torpedoboots-Flottille. Im Rahmen dieser Formation gehörte es zur 12. Torpedoboots-Halbflottille.

## Einsätze
Unter Kapitänleutnant Philipp Recke nahm S 50 bei Hippers 1. Aufklärungsgruppe in der 12. Halbflottille mit V 69, V 45, V 46 und G 37 an der Skagerrakschlacht teil, von denen V 45 und G 37 im Lauf der Schlacht das schwerbeschädigte Flaggschiff Hippers, die Lützow, sicherten und an deren Evakuierung beteiligt waren. Keines der Boote dieser Halbflottille ging verloren.

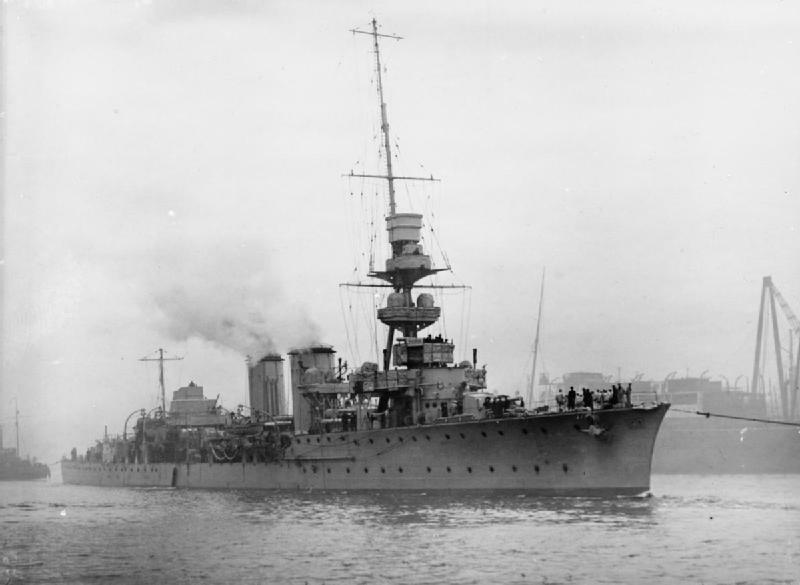
Der britische Kreuzer Centaur

Ende Januar 1917 sollte die VI. T-Flottille unter Korvettenkapitän Max Schultz die Großen Torpedoboote in Flandern verstärken. Die Briten erhielten früh Kenntnis vom Plan der Deutschen und gingen mit der Harwich Force unter Commodore Tyrwhitt mit sechs Leichten Kreuzern, zwei Flottillenführern und 18 Zerstörern in See, um die anmarschierenden elf deutschen Torpedobooten abzufangen. Die britischen Einheiten bildeten vier Gruppen: vor der Maas befanden sich sieben Zerstörer, die von der Grenville geführt auf drei versetzten Wachlinien patrouillierten. Eine zweite Gruppe an der Schouwen Bank führte die Nimrod, die mit sieben bzw. vier Zerstörern auf zwei Wachlinien stand. Auch die Kreuzer operierten in zwei Gruppen mit je drei Schiffen.
Die britischen Schiffe erreichten ihre angewiesenen Einsatzräume vor Mitternacht und warteten über drei Stunden auf die anmarschierenden Deutschen bei starkem Frost, der die Schiffe mit Eis überzog. Die von V 69 angeführte deutsche Flottille stieß am frühen Morgen des 23. Januar 1917 bei noch herrschender Dunkelheit auf die näher zur Küste stehende, vor ihr laufende Kreuzergruppe mit dem Flaggschiff Centaur, der Aurora und der Conquest und wechselte die Seite, um die britischen Kreuzer zu passieren. Der hinterste Kreuzer Conquest eröffnete das Feuer und beide Seiten lieferten sich ein Artilleriegefecht. Die Briten erkannten in der Nacht nicht, dass das deutsche Führungsboot frühzeitig einen schweren Treffer erhielt und dadurch zeitweise außer Kontrolle geriet, da das Ruder blockierte. Die zeitweilig deshalb zwangsweise im Kreis laufende V 69 wurde von G 41 gerammt und konnte nur noch acht Knoten laufen. Die beiden beschädigten Boote drehten ab und liefen in Richtung der niederländischen Hoheitsgewässer zurück. Die übrigen Boote setzten unter starken Rauchentwicklung ihren Kurs fort und passierten ungesehen zwischen den beiden britischen Zerstörergruppen. Nur S 50 blieb allein etwas zurück. Zu Gefechtsbeginn war es unmittelbar hinter dem Führungsboot V 69 gelaufen und durch dessen unkontrollierte Manöver zeitweilig vom Kurs abgekommen. Das Boot verlor den Kontakt zur Flottille und suchte mit 23 Knoten Fahrt allein den Weg nach Seebrügge.

Die beschädigte V 69 in IJmuiden

Alle britischen Einheiten konnten in der Nacht erkennen, dass die britische Führungsgruppe ein Gefecht führte. Von dort kamen jedoch keine Befehle, sondern nur die Mitteilung, die Deutschen hätten ihre Formation aufgegeben. Einige Zerstörer verließen daher ihre Stationen und liefen in Richtung Gefechtsfeld, um die sich vermutlich zurückziehenden Deutschen zu stellen. Als dies auf der Centaur erkannt wurde, befahl Commodore Tyrwhitt die Rückkehr auf die Ausgangspositionen. Der Kreuzer Penelope der zweiten Kreuzer-Gruppe schloss gemäß dem ursprünglichen Operationsplan zur Centaur-Gruppe auf und entdeckte dabei ein einzelnes Torpedoboot, das beschädigte und zurücklaufende Führerboot V 69. Die Kreuzer der zweiten Gruppe liefen dann zu diesem Boot und beschossen es im Licht ihrer Suchscheinwerfer. Auf der Undaunted explodierte ein eingefrorenes Geschütz und tötete zwei Mann. Auf der Penelope und der Cleopatra war man überzeugt, das angegriffene Boot sinke endgültig, und die Kreuzer liefen, ohne den tatsächlichen Untergang abzuwarten, und ohne Rettungsmaßnahmen ab. So konnte V 69 unter Kapitänleutnant Hermann Boehm seine Fahrt fortsetzen und entkam nach IJmuiden mit einem zusammengebrochenen Schornstein, großen Löchern im Rumpf und etlichen Toten, darunter der tödlich verwundete Flottillenchef. Das Boot konnte später nach Deutschland zurückkehren. Das zweite beschädigte Boot, G 41, wurde nicht entdeckt und änderte seinen Kurs nahe der niederländischen Küste wieder Richtung Seebrügge, das wegen des massiven Bugschadens durch die Kollision mit dem eigenen Führerboot nur mit langsamer Fahrt erreicht werden konnte.

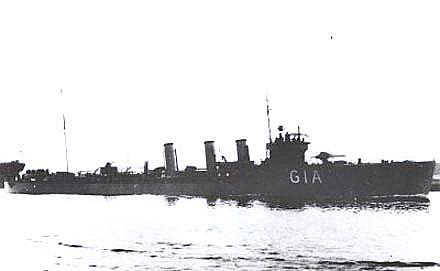
Der versenkte Zerstörer Simoom

Während das sich vom Gefechtsfeld zurückziehende Führerboot von den britischen Kreuzern beschossen wurde, passierten die zusammengebliebenen acht Torpedoboote der VI. Flottille das Feuerschiff an der Schouwen Bank unentdeckt von den dort patrouillierenden vier britischen Zerstörern und entkamen nach Seebrügge.

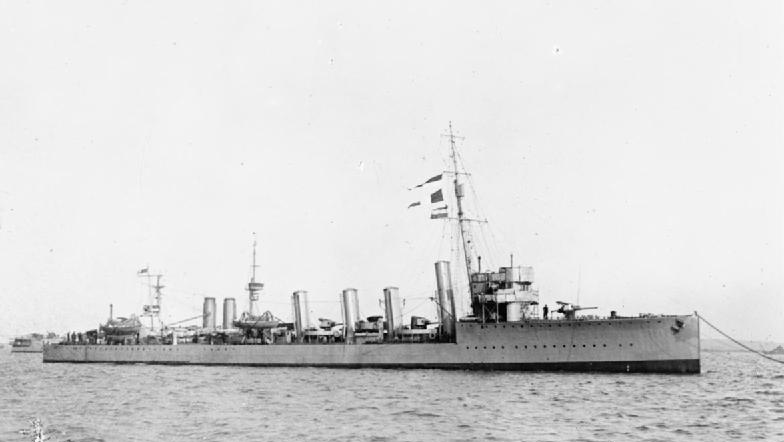
Der Flottillenführer Nimrod

Das alleinlaufende S 50, das den Anschluss zur Flottille verloren hatte, hatte weniger Glück und wurde noch in der Nacht von den Briten entdeckt. Die wieder auf ihre Ursprungsposition zurücklaufende Nimrod mit ihren sechs Zerstörern (Morsoom, Phoebe, Mansfield, Manly, Matchless und Morris) entdeckte vor der Schouwen Bank S 50. Während die Nimrod-Gruppe noch auf das deutsche Boot aufschloss, stieß S 50 frontal auf die dort verbliebenen Zerstörer Simoom, Starfish, Surprise und Milne. Dabei hatte S 50 das Glück, dass die Briten ihm in Kiellinie entgegen kamen, was deren Waffeneinsatz behinderte und S 50 die Konzentration auf das britische Spitzenschiff erleichterte. S 50 erzielte Artillerietreffer und traf die erst im Vormonat in Dienst gekommene Simoom mit einem Torpedo, woraufhin deren Magazin explodierte. Die Nimrod und ihre Zerstörer überholten das deutsche Boot und versperrten seinen Weitermarsch. S 50 drehte ab und floh Richtung niederländischer Küste, ohne ernsthaft verfolgt zu werden; nach Erreichen der niederländischen Gewässer lief es eng an der Küste doch noch nach Seebrügge. Die Briten kümmerten sich um die sinkende Simoom, von der die Morris die Überlebenden übernahm, bevor die Nimrod das Wrack versenkte. Auf der Simoom waren 47 Mann gefallen.
Im Herbst 1917 gehörten S 50 und die VI. T-Flottille wieder zur Hochseeflotte und wurden zum Sonderverband Ostsee kommandiert, der die amphibische Landungsunternehmung zur Besetzung der baltischen Inseln Ösel, Dagö und Moon (Unternehmen Albion) unterstützen sollte. S 50 gehörte zur von Korvettenkapitän Rudolf Lahs geführten 12. Halb-Flottille mit V 43, V 44, V 45 und V 46. Führerboot der VI. Flottille war wieder die inzwischen reparierte V 69.

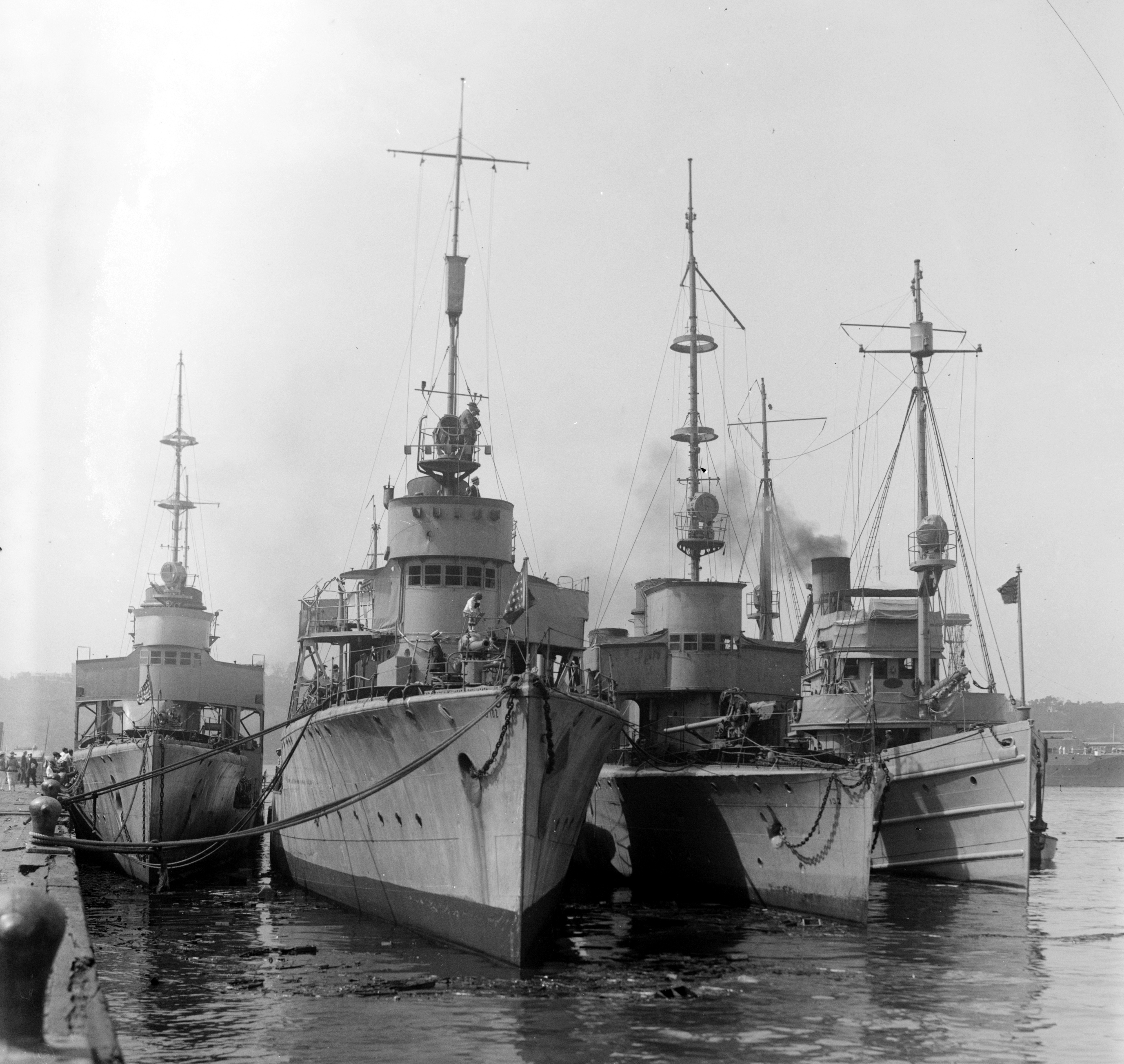
Die in die USA überführten Torpedoboote V 43, G 102, S 132

S 50 verblieb danach bei der Hochseeflotte. Es war auch bei Kriegsende in der 12. Halb-Flottille der VI. T-Flottille und wurde mit V 43, V 44, V 45, V 46 und S 49 in Scapa Flow interniert. Der Liegeplatz der Flottille war für die 1919 beschlossene Selbstversenkung der Boote relativ ungünstig, aber S 50 gelang diese, wie auch V 45 und S 49. Das Führerboot V 44 sowie V 43 und V 46 sanken – teilweise nach Eingreifen der Briten – in relativ flachem Wasser; sie konnten deshalb leicht gehoben werden und wurden unter den Siegermächten verteilt. V 43 kam in die USA, wo es 1921 als Zielschiff versenkt wurde, V 44 verblieb in Großbritannien (1922 verschrottet) und V 46 wurde an Frankreich abgegeben, wo es bis 1924 ausgeschlachtet wurde.
S 50 wurde erst Mitte der 1920er Jahre im Rahmen der Wrackbeseitigung in Scapa Flow gehoben und verschrottet.